# Льон великоквітковий
Льон великоцвітий, льон великоквітковий (Linum grandiflorum Desf.) — однорічна трав'яниста рослина роду льон (Linum). Декоративна рослина.

## Ботанічний опис
Стебла прямі, гладкі, 30–60 см заввишки. Листки широко-ланцетні, подовжені, загострені, світло-зелені.
Квітки яскраво-рожеві або червоні, в діаметрі до 4 см. Цвіте у червні-вересні.

## Поширення
Вид походить з Алжиру. Натуралізований в Африці і США. Культивується.. В Україні вирощується як декоративна рослина, росте у садах та парках.

## Галерея

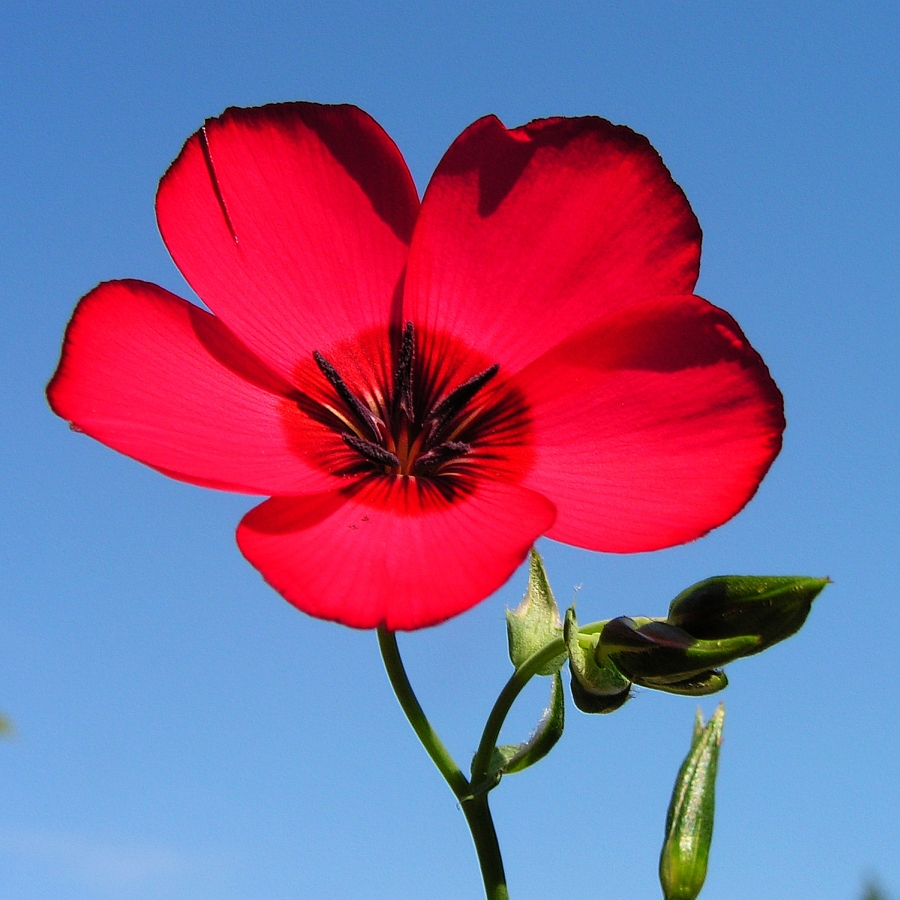
квітка
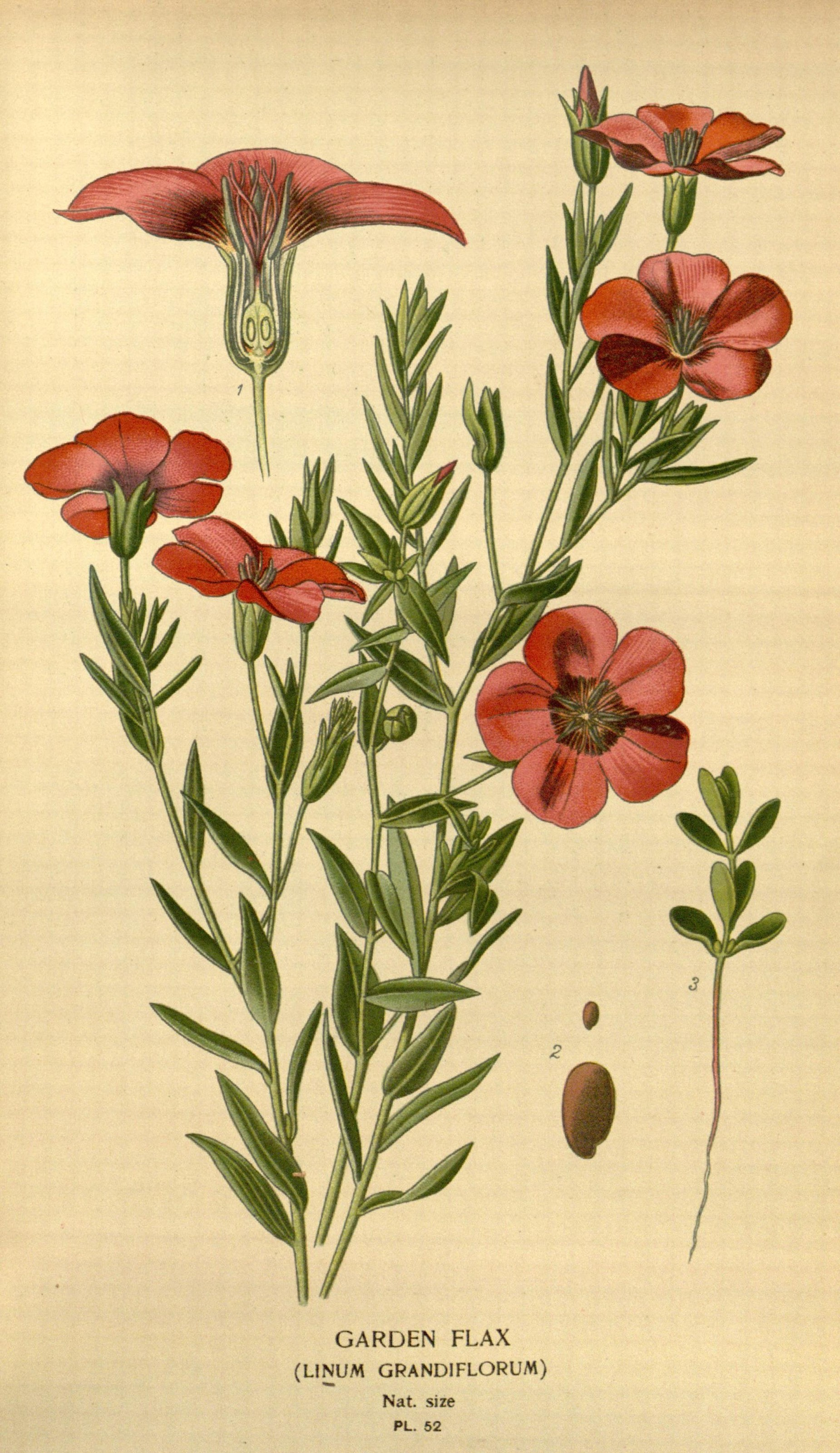
ілюстрація

| Гібіскус | Це незавершена стаття про квіткові рослини. Ви можете допомогти проєкту, виправивши або дописавши її. |